# Pieter Hellendaal
Pieter Hellendaal, nizozemski skladatelj, organist in violinist, * 1. april 1721, Rotterdam, † 19. april 1799, Cambridge.
Leta 1732 je postal organist v cerkvi sv. Nikolaja v Utrechtu. Med letoma 1737 in 1743 je živel v Italiji in študiral glasbo pri mojstru Tartiniju. Njegov prvi objavljeni glasbeni opus vsebuje šest violinskih sonat (1744-45). Leta 1751 je odpotoval v London, kjer je bil kot glasbenik dobro sprejet. Po letu 1762 je večinoma prebival v Cambridgeu, kjer je bil od leta 1777 organist v kapeli Peterhouse.